# Eudoro
En la mitología griega, Eudoro (en griego antiguo, Εὔδωρος) era hijo de Hermes y de Polimela, y el segundo de los cinco generales del ejército de Aquiles en la guerra de Troya. Según la Ilíada, comandaba diez grupos de cincuenta hombres cada uno y cinco mil mirmidones.
Homero lo caracteriza como un hombre veloz y belicoso. Fue muerto por Pirecme y vengado por Patroclo.
El personaje fue interpretado por Vincent Regan en la película del 2004 Troya. En ella, se lo muestra como el amigo más antiguo de Aquiles y su principal maestro, y es quien rapta a Briseida para entregarla a su amigo.